# Miloslav Bělohlávek
Miloslav Bělohlávek (8. října 1923 Plzeň – 28. září 2006 Plzeň) byl český vědec, historik, archivář, zakladatel a organizátor mladší Plzeňské historické školy.

## Život
Celý život žil a působil v Plzni. Vystudoval II. státní reálku v Plzni na Mikulášském náměstí, maturoval v roce 1941. V roce 1943 složil doplňující maturitu z latinského jazyka na reálném gymnáziu v Plzni a zároveň ukončil abiturientský kurz na obchodní akademii. Z důvodu uzavřených vysokých škol během 2. světové války nastoupil do zaměstnání jako administrativní pracovník aprovizačního úřadu města Plzně. V letech 1943–1945 byl nuceně nasazen jako dělník ve Škodových závodech v Plzni. Po skončení 2. světové války studoval na Filozofické fakultě Univerzity Karlovy v Praze obor český jazyk – dějepis. Zároveň studoval v letech 1946–1948 Státní archivní školu. V té době se začal věnovat pouze historii. Jeho učiteli byli Zdeněk Kalista, Václav Chaloupecký, Otakar Odložilík. Největší vliv na jeho zájem o historii měl akademik Václav Vojtíšek.
V roce 1948 nastoupil jako archivář do právě vznikajícího samostatného Archivu města Plzně, kde pracoval do 30. dubna 1984, kdy odešel do penze. Z Archivu města Plzně vybudoval moderní instituci s archivem a historickým pracovištěm. V badatelně archivu se setkávali plzeňští dějepisci a vlastivědní pracovníci – Fridolín Macháček, Adolf Zeman, Václav Čepelák, Václav Jílek a další. Tak vznikla Plzeňská historická škola, za jejíž vůdčí osobnost byl považován Miloslav Bělohlávek. V roce 1958 založil historický sborník Minulost Plzně a Plzeňska, od roku 1962 s názvem Minulostí Západočeského kraje, který vychází dosud. Většina Bělohlávkových publikací se věnuje městu Plzni a blízkému okolí. Napsal téměř 700 samostatných studií, statí, monografií, stovky recenzí zpráv, jubilejních článků, nekrologů. Byl popularizátorem historie Plzně. Plzeňskému dějepisectví zasvětil celý svůj život.

## Dílo
- Městský archiv v Plzni : průvodce po archivu. (spolupracovali Václav Mentberger a Adolf Zeman). Plzeň: Městský národní výbor, 1954. 229 s.
- Mikulášský hřbitov v Plzni, místo posledního odpočinku J. K. Tyla. Plzeň: Osvětová beseda, 1956. 31, [1] s.
- Kniha počtů města Plzně : 1524-1525. Plzeň: Krajské nakladatelství, 1957. 178 s.
- Plzeň a její dějepisci. Plzeň: Městský archiv v Plzni, 1959. 21 s.
- Dějiny Plzně. I, Od počátků do roku 1788. Plzeň: Západočeské nakladatelství, 1965. 354 s.
- Dějiny Plzně. II, Od roku 1788 do roku 1918. Plzeň: Západočeské nakladatelství, 1967. 296 s., [32] s. obr. příl.
- Plzeňské pověsti a legendy. Plzeň: Západočeské nakladatelství, 1968. 125 s.
- Bedřich Smetana : Plzeň 1840-1843 / uspořádal Miloslav Bělohlávek. Plzeň : Západočeské nakladatelství, 1974. 188 s.
- Archív města Plzně (Městská správa) : Inventář. 2. [sv.], Listiny 1293-1879. Praha: TEPS místního hospodářství, 1976. 257. s.
- 600 let Červeného Hrádku 1384-1984 : [Jubilejní publ.]. Plzeň Červený Hrádek: Osvětová beseda MV NF, 1984. 28 s.
- Archív města Plzně : průvodce po fondech a sbírkách. Plzeň: Západočeské nakladatelství, 1987. 476 s.
- Parky a zeleň města Plzně. Plzeň: Archiv města Plzně, 1989. [13] s.
- Kapitoly o církvi v minulosti a současnosti. Plzeň: Park kultury a oddechu, 1991. 118 s.
- Plzeňská předměstí. Plzeň: NAVA, 1997. 134 s.
- Plzeňské pověsti a legendy. Plzeň: NAVA, 1999. 160 s.
- Vzpomínky na starou Plzeň. Plzeň: NAVA, 2000. 248 s.

Přehled celého díla obsahují přílohy sborníků Minulostí Západočeského kraje, sv. 29 a 38.